# Another One Bites the Dust
«Another One Bites the Dust» (укр. «Ще один звалився замертво») — пісня британського рок-гурту «Queen» 1980 року. Цю пісню написав бас-гітарист Джон Дікон, вперше вона з'явилася у їх восьмому студійному альбомі «The Game», а згодом вийшла, як сингл. Вона також увійшла до збірки гурту «Greatest Hits» 1981 року. Пісня стала світовим хітом, займала першу сходинку в «Billboard Hot 100» впродовж трьох тижнів (з 4 жовтня по 18 жовтня) i стала другим найуспішнішим хітом гурту в США. Пісня провела п'ятнадцять тижнів у «топ-10» «Billboard» (найдовше серед пісень, які входили у «топ-10» у 1980 році), у тому числі тринадцять тижнів у «топ-5» та 31 тижнів в загальному чарті (більше, ніж будь-яка інша пісня 1980 року). Пісня досягла другої позиції у чарті «Hot Soul Singles» та «Disco Top 100», а також 7 позиції у «UK Singles Chart».
Пісня отримала «American Music Award» у номінації за найкращий рок-сингл у 1981 році, та номінувалася на «Греммі», за краще виконання рок-музики дуетом чи гуртом. За версією журналу «Cashbox» визнана найкращим синглом за 1980 рік. Також є єдиною піснею «Queen», що потрапила до списку найкращих хітів «Billboard Hot 100» за всі роки («Greatest of All Time»), станом на 2018 рік знаходиться на 40 позиції.
Пісня стала найбільш комерційно-успішним синглом гурту, всього було продано понад 7 мільйонів офіційних копій.
Від часу її виходу багато артистів створили кавер-версії, ремікси і семпли на «Another One Bites the Dust», вона також з'явилася на телешоу, рекламних роликах, фільмах та інших засобах масової інформації. Пісня також широко використовується на спортивних заходах, спрямованих на перемогу над суперником.

## Подробиці
У 2002 році Браян Мей дав інтерв'ю журналу «Guitar World», де серед іншого розкрив деякі подробиці про пісню «Another One Bites the Dust». За словами Мея на кінець 1970-тих «Queen» зіткнулася з новими викликами, з одного боку рок-фани почали дізнаватися про гомосексуальність Фредді Мерк'юрі, з іншого популярність рок-музики знижувалася на користь диско. На той час шанувальникам рок-музики, особливо зі США, було важко сприймати той факт, що фронтмен рок-гурту може бути геєм. Доходило до того, що на концертах на сцену жбурляли леза, з вимогою до Фредді поголити вуса. За іронією долі, у цей самий період «Queen», найскромніший учасник колективу Джон Дікон з'явився з ідеєю записати його власну пісню, у стилі диско в якому гурт ніколи не працював. Фредді Мерк'юрі сподобалась ця ідея, яку він зразу назвав «великою річчю». Роджер Тейлор навпаки сприйняв її без ентузіазму, знадобилося багато зусиль змусити його грати барабанні лупи, притаманні танцювальній музиці.
Після виходу альбому «The Game», пісня зразу попала на дискотеки Нью-Йорка, а згодом і на музичні радіостанції США. Після такого успіху в Америці, продажі альбому стрімко зросли з одного мільйона до 3 мільйонів протягом 3 тижнів. Таким чином, на відміну від багатьох рок-зірок 1970-тих, гурт «Queen» не тільки зберіг свої позиції на сцені, але й увійшов у 1980-ті з тріумфом.

У 1996 році Джон Дікон в інтерв'ю для журналу «Басист і бас-техніка» зазначив:
|  | Я слухав багато соул музики, коли був школярем. Я завжди цікавився такою музикою. Я деякий час чекав зробити такий трек, як „Another One Bites The Dust“, спочатку все, що я мав, було основна лінія та бас-риф. Поступово я заповнював це, а гурт додавав ідеї. Я чув це, як пісню для танців, але не мав жодного уявлення, що вона стане такою значною, як врешті сталося. Ця пісня була взята з нашого альбому, і деякі афро-американські радіостанції в США почали її крутити, що раніше з нами ніколи не траплялося. Фактично Майкл Джексон запропонував нам випустити її, як сингл. Він був нашим шанувальником і приходив на наші шоу. |
Оригінальний текст (англ.)
I listened to a lot of soul music when I was in school. I've always been interested in that sort of music. I'd been wanting to do a track like 'Another One Bites The Dust' for a while, but originally all I had was the line and the bass riff. Gradually, I filled it in and the band added ideas. I could hear it as a song for dancing but had no idea it would become as big as it did. The song got picked up off our album and some of the black radio stations in the US started playing it, which we've never had before. Michael Jackson actually suggested we release it as a single. He was a fan of ours and used to come to our shows.

## Музика
Запис альбому «The Game» у цілому та пісні «Another One Bites the Dust» зокрема продюсував Райнгольд Мак на «Musicland Studios» в Мюнхені (Західна Німеччина). Джон Дікон наполягав записувати самому музичні партії майже на всіх інструментах. У результаті він записав не тільки, традиційно для себе, партію бас-гітари, але й соло-гітари та ритм-гітари, таким чином Браян Мей на своїй електрогітарі записав лише музичні ефекти за допомогою гармонайзера в інтерлюдії. Крім цього Дікон записав партію на фортепіано та перкусію. Роджер Тейлор записав барабанні лупи. Цікаво, що у пісні не використовуються синтезатори, хоча попередньо гурт планував це робити. Всі ефекти створювалися на фортепіано, електрогітарах і барабанах, з подальшим відтворенням стрічки в зворотному порядку на різних швидкостях. Потім звукові ефекти були пропущені через гармонайзер для подальшої обробки. Ефект гармонайзера чітко чути в «закрученому» характері звуку безпосередньо перед початком першого рядка тексту пісні.

### ВпливChic
Співзасновник гурту «Chic» бас-гітарист Бернард Едвардз висловив думку, що «Another One Bites the Dust» змогла з'явитися на світ, тому що бас-гітарист «Queen» зависав у них у студії. Його підтримує і лідер цього гурту Найл Роджерс
У своєму інтерв'ю для журналу «Rolling Stone» він розповів про пісню «Good Times» гурту «Chic» та зазначив:
|  | З'явилася велика кількість записів, що звучали як „Good Times“, вони були безумовно під її впливом. Безумовно й „Another One Bites the Dust“. Джон Дікон був у студії зі мною, коли я записував „Good Times“. Це показує вам, що такі гурти, як „Queen“ були нашими друзями. |
Оригінальний текст (англ.)
[There was a slew of records that sounded like "Good Times"  and were obviously influenced. There's obviously "Another One Bites the Dust." John Deacon was in the studio with me when I wrote "Good Times." That shows you bands like Queen were our friends.] Помилка: [undefined] Помилка: {{Lang}}: немає тексту (допомога): текст вже має курсивний шрифт (допомога)

Марк Блейк у своїй книзі «Це реальне життя?. Нерозказана історія „Queen“» стверджує, що Джон Дікон зізнався у запозиченні басової лінії із пісні «Good Times» гурту «Chic».

## Слова
У сучасній англійській мові, вираз «bite the dust» має два значення: «бути вбитим» або «зазнати невдачі». Дослівно українською мовою фраза перекладається, як «кусати пилюку». Вираз набув популярності разом із виходом на екрани вестернів, де підстрелені ковбої падали, зі своїх коней, обличчям у пилюку і буквально її кусали перед смертю. Хоча цей вираз увійшов в англійську мову задовго до епохи вестернів, вперше він був письмово зафіксований у творі 1750 року «Пригоди Гіла Бласа» («Adventures of Gil Blas») шотландського письменника Тобіаса Смоллетта.
У цій пісні фраза «bite the dust» може сприйматися двозначно, з одного боку життю героя пісні Стіву загрожують реальні кулеметні постріли, з іншого боку далі у пісні йдеться, як можна завдати людині болю різними способами: побити, зрадити або покинути напризволяще, тобто герой пісні може зазнати жахливої невдачі, але лишитися живим.

## Музичне відео
Музичне відео пісні було записано в Далласі (США), режисером Деніеллою Грін у серпні 1980 року Кліп являє собою типову для початку 1980-тих імітацію виступу гурту на сцені.

## Прихований текст
На початку 1980-х років «Another One Bites the Dust» була однією з багатьох популярних рок-пісень, які, як стверджували християнські євангелісти, містили підсвідомі повідомлення за допомогою техніки зворотного маскування. Стверджувалося, що у приспіві, коли його грати в зворотному порядку, можна почути такі тексти, як «Вирішіть курити марихуану», «Забавно курити марихуану», або «Почніть курити марихуану». Прес-секретар «Hollywood Records» (нинішній американський лейбл «Queen») заперечує, що в пісні міститься такі повідомлення.